# Jaemon Kinošita
Jaemon Kinošita byl podle románu Taiko otcem Hidejošiho Tojotomi. Bojoval jako pěšák (ašigaru) ve službách daimjóa Nobuhideho Ody. Skončil jako zchudlý džizamuraj poté, kdy byl zraněn v bitvě. Jeho zdravotní stav se po tomto incidentu zhoršoval a vedl k jeho předčasné smrti. Jaemon zemřel roku 1544, malému Hidejošimu tehdy bylo osm let.